# Naturpark Insel Usedom
Naturpark Insel Usedom er en naturpark nær Østersøen og omfatter den tyske del af øen Usedom i Landkreis Vorpommern-Greifswald i den tyske delstat Mecklenburg-Vorpommern op til den polske grænse. Til naturparken Achterwasser, Peenestrom, og den nordlige del af Stettiner Haff, de lavvandede dele af Østersøen ved Peenes udmunding, samt en smal stribe land på vestbredden af Peenestrom fra badestedet Lubmin til Lassaner Winkel med havnebyen Lassan. 
Naturparken blev officielt oprettet i 1999 som et storskala kulturlandskab. Den har et informationscenter i Ruth-und-Klaus-Bahlsen-Haus, med udstillingsrum, information og parkforvaltning, på den nedlagte banegård i byen Usedom.
Naturparken har et samlet areal på 632 km². Ca. 25 % heraf er skovbevokset, næsten 50 % er vand, og resten er landbrugsarealer og bebyggelser. De tidligere udstrakte moser er næsten helt drænet og bruges i dag til landbrug. Et særligt kendetegn ved naturparken er den store mangfoldighed af landskabstyper i et afgrænset område. Her findes Østersøstrand, klinter og klitter, søer og moser, fyrre- og bøgeskove, enge og agre, små landsbyer og badesteder. Øen Usedom hører til de fuglerigeste områder i Tyskland. I naturparken yngler havørne , storke, traner og fiskehejrer. De næringsrige søer som der Gothen- og Schmollensee er ideelle raste- og ynglesteder. Naturparken kan nås via Bundesstraße B 110 fra Anklam eller via B 111 fra Wolgast eller med Usedomer Bäderbahn.
Ved Peenemünder Haken på den nordlige del af øen blev det ældste naturschutzgebiet i Pommern, oprettet allerede i 1925. I 1938 fulgte Zerninsee ved Swinemünde. Mellem 1957 og 1971 blev yderligere naturbeskyttelse oprettet på 2.000 hektar. Fra 1990 til 1998 yderligere områder sikret i alt 5.500 hektar. Store dele af Usedom blev i 1966 erklæret som beskyttet landskab (Landschaftsschutzgebiet). Dette blev i 1993 udvidet til at omfatte den nuværende Naturpark.

## Naturschutzgebiete
Naturschutzgebiete i naturparken er:
- Naturschutzgebiet Peenemünder Haken, Struck und Ruden, det største NSG på Usedom (3.500 ha), oprettet 1925
- Insel Großer Wotig i Peenestrom ved Kröslin, oprettet 1990, 203 ha, Salte enge og fuglebeskyttelsesområde
- Sydspidsen af halvøen Gnitz, oprettet 1994, 61 ha
- Wockninsee ved Ückeritz, oprettet 1958, 50 ha, delvist tilsandet strandsø
- Mümmelkensee, oprettet 1957, 6 ha, mosesø mellem Schmollensee og Østersøkysten
- Halbinsel Cosim ved Balmer See, oprettet 1996, 85 ha
- Vogelinseln Böhmke und Balmer Werder i Balmer See, oprettet 1971, 118 ha
- Gothensee, oprettet 1958, 800 ha, Flachsee mit Niedermoor Thurbruch
- Golm, oprettet 1958, 25 ha, højeste punkt på Usedom (70 m)
- Zerninsee, oprettet 1995 (1938–1963), 365 ha, verlandeter See und Moor an der Grenze zu Polen
- Streckelsberg ved Koserow, oprettet 1957, 34 ha, randmoræne med højeste Kliffranddüne (klitter på klippe) på øen (56 m)
- Mellenthiner Os, oprettet 1995, 65 ha, slawischer Wallberg und Moor
- Kleiner Krebssee, oprettet 1996, 50 ha, mellem Schmollensee og Gothensee
- Naturschutzgebiet Insel Görmitz, oprettet 1998, 110 ha, fugleø i Achterwasser

## Eksterne kilder og henvisninger
1. ↑  Kort over parken Arkiveret 2. februar 2017 hos  Wayback Machine på /naturpark-insel-usedom.mvonline.de
2. ↑  offizielle Seite des Naturpark Usedom

- Wikimedia Commons har flere filer relateret til Naturpark Insel Usedom
- Website des Naturparks Insel Usedom

53°58′N 14°03′Ø / 53.97°N 14.05°Ø